# K.d. lang

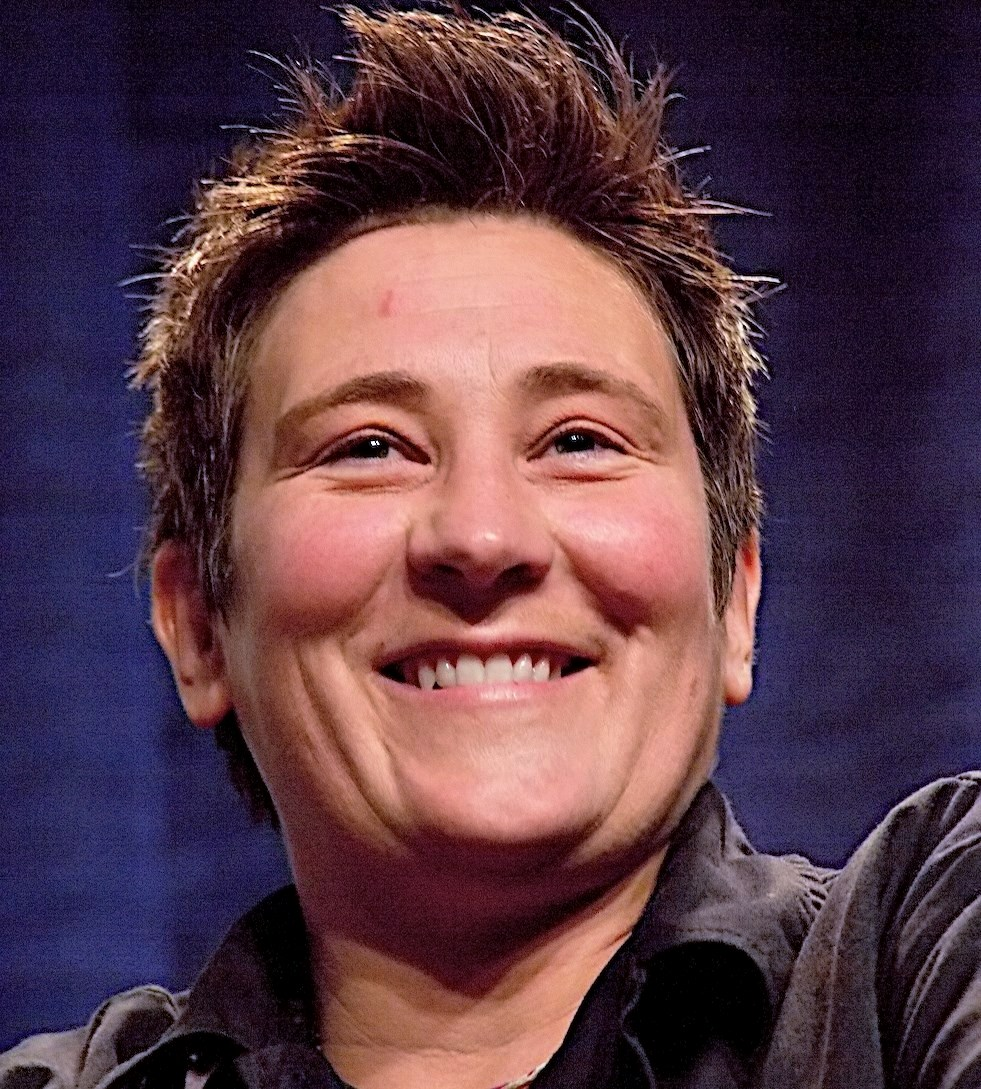
k.d. lang (2006)

k.d. lang OC, AOE (* 2. November 1961 als Kathryn Dawn Lang in Edmonton, Alberta) ist eine kanadische Singer-Songwriterin, die im Country- und im Pop-Bereich gleichermaßen zuhause ist.

## Leben
Lang wuchs im Dorf Consort in der kanadischen Provinz Alberta auf. Als sie zwölf Jahre alt war, verließ ihr Vater die Familie; bis heute verweigert er den Kontakt zu ihr. Nach dem Schulabschluss zog Lang für ein Musikstudium nach Edmonton; später wohnte sie in Vancouver. Jahrelang lebte sie in Los Angeles, bevor sie Ende März 2012 nach Portland in Oregon übersiedelte.
Abgesehen von ihrer Musik erregte sie 1990 Aufmerksamkeit, als sie als eine der ersten Musikerinnen ihrer Zeit offen lesbisch lebte, wie auch schon zuvor durch ihr Engagement für eine vegetarische Lebensweise. Lang ist praktizierende Buddhistin.

## Werdegang und künstlerisches Schaffen
Die kanadische Song-Autorin und Musikerin mit Wahlheimat USA hat eine kräftige Altstimme. Der Rezensent Stephen Holden schrieb in der New York Times 2004: „Sie balanciert ihre Begeisterung für das Songmaterial mit Humor, mit dem sie ein funkelndes Vergnügen hinter allem hervorlockt.“

### Einstieg ins Musikerleben in Kanada
Lang entwickelte bereits in frühester Jugend eine Vorliebe für Country-Musik, hatte aber zunächst keine konkreten Ambitionen. Während ihres Musikstudiums wirkte sie an einer Theateraufführung mit, in der die Sängerin Patsy Cline porträtiert wurde. Da sie die Lebensgeschichte und die Musik des früh verstorbenen Country-Stars faszinierte, entschloss sie sich, Sängerin zu werden. Mit dem befreundeten Musiker Ben Mink gründete sie die nach ihrem Idol benannte Gruppe Re-Clines. 1983 produzierten sie eine selbstfinanzierte Single. Im selben Jahr folgte das Album Friday Dance Promenade. Mit ihrer nächsten Veröffentlichung, A Truly Western Experience hatte sie den Durchbruch auf dem kanadischen Musikmarkt. 1985 erhielt sie eine Auszeichnung als Most Promising Female Vocalist (Vielversprechendste Sängerin).

### Country-Musik-Laufbahn in den USA
Lang wurde allmählich auch in den USA bekannt. 1986 unterschrieb sie beim Sire-Label in Nashville einen Schallplattenvertrag. Vom Produzenten Dave Edmunds betreut, spielte sie im selben Jahr das Album Angel with a Lariat ein. Es erhielt gute Kritiken sowohl aus der Rock- als auch aus der Country-Szene und wurde vor allem in Kanada ein kommerzieller Erfolg. Der Musiker Roy Orbison wählte sie als Duett-Partnerin für die Neuaufnahme seines Hits Crying aus. Für ihr zweites Album Shadowland überredete sie Owen Bradley, den ehemaligen Produzenten von Patsy Cline zur Mitarbeit. Das im klassischen Country-Stil gehaltene Album, bei dem mehrere prominente Gaststars mitwirkten, wurde mit Gold ausgezeichnet. Eine Single-Auskopplung erreichte einen mittleren Platz in den Country-Charts. 1989 folgte mit Absolute Torch and Twang ein weiteres Country-Album. Im selben Jahr erhielt sie einen Grammy in der Kategorie beste Country-Sängerin. Am 29. Juli 1988 sang sie das Abschlusslied Turn Me Round der Olympischen Winterspiele in Calgary.

### Karriere als Singer-Songwriter
Nach einer mehr als zweijährigen Pause wechselte Lang in das Popmusik-Lager. Sie bestand von Anfang an darauf, ihren offiziellen Künstlernamen auf allen Veröffentlichungen in Kleinbuchstaben zu schreiben. In einem Zeitungsinterview outete sie sich als Lesbe. Sie drehte einen Tierschutz-Werbetrailer, mit dem sie sich gegen Massentierhaltung wandte.
1992 erschien das Album Ingénue, das sich über eine Million Mal verkaufte und unter anderem ihren einzigen Chart-Hit in Deutschland, Constant Craving enthielt. Sie erhielt erneut einen Grammy, diesmal als beste Pop-Sängerin. Für den Film Bis ans Ende der Welt von Wim Wenders schrieb sie 1991 mit Jane Siberry zusammen den Song Calling All Angels. Im selben Jahr schrieb sie für den Percy-Adlon-Film Salmonberries den Titelsong und spielte eine der beiden Hauptrollen. 1993 steuerte sie die meisten Lieder für den Soundtrack des Kinofilms Even Cowgirls Get the Blues bei.
1997 nahmen die Rolling Stones aufgrund der Ähnlichkeit des Refrains ihres Songs Anybody Seen My Baby? mit K.d. langs Hit Constant Craving (1992) k.d. lang zusammen mit ihrem Co-Komponisten Ben Mink in die Credits ihres Songs auf. Die nächsten Produktionen, angefangen 1995 mit All You Can Eat, verkauften sich nicht mehr so gut. Der titelgebende Song des Albums ist eine Anspielung auf die ungesunden Lebens- und Essgewohnheiten der Zeitgenossen. Mit Drag lieferte die Künstlerin 1997 ein Konzeptalbum, das sich unter anderem um den Tabakgenuss als Metapher des Wellenschlags des Lebens, der Selbstbestimmung und der Liebeserfahrungen drehte. Obwohl sie selbst Nichtraucherin ist, kämpfte sie gegen die Fremdbestimmung der Lebensführung, die ihr in ihrer Wahlheimat USA nicht gefällt. Von zahlreichen US-Radiosendern wurde sie deswegen boykottiert.
Im Jahr 2000 legte sie mit Invincible Summer erneut selbstgeschriebenes Songmaterial vor, diesmal mit gutgelaunten und lebensfrohen Tönen. Ihr Live-Album von 2001, Live by Request, zeigte sie von ihrer experimentierfreudigen Seite. Es basiert auf einem neu arrangierten Mitschnitt einer Radiosendung, bei der Lang auf Anruf und Zuruf des Publikums spielte.
2004 lief der Vertrag mit Sire Records aus. Sie wechselte zu dem kleinen Imprint-Label Nonesuch Records, bei dem ähnliche Künstler-Persönlichkeiten wie z. B. David Byrne oder Wilco vertreten sind. Dort wird ihr weitgehende künstlerische Freiheit eingeräumt. Das reicht von der eigenen Gestaltung der Bebilderung ihrer CD-Cover bis hin zu so weitreichenden musikalischen Entscheidungen wie dem Verzicht auf Schlagzeug auf dem 2004er Album. „Ich wollte keine Drums benutzen, weil sie einen Song schnell einem Genre zuordnen.“ Stattdessen ließ sie von Eumir Deodato Streicher-Arrangements einarbeiten, die den Coverversionen ein ungewohntes Gesicht gaben.

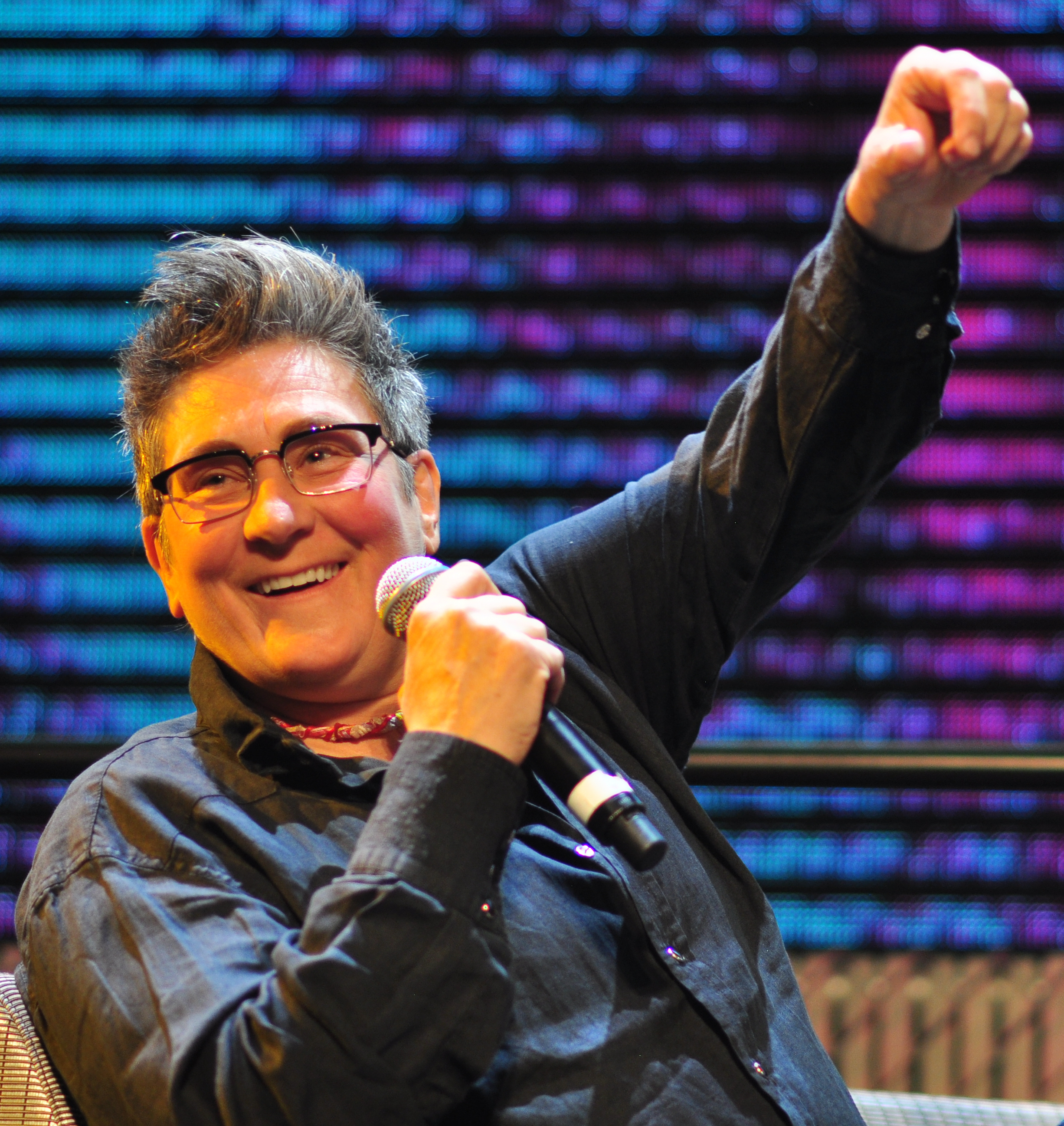
k.d. lang (2016)

Mit dem 2004er Album Hymns of the 49th Parallel, dessen Titel auf die Grenzlinie Kanadas zu den USA entlang des 49sten Breitengrads anspielt, verwirklichte Lang eine langgehegte Idee. Sie wollte ein „spezifisch kanadisches Songbook im Bewusstsein der Öffentlichkeit verankern“. Dazu wählte sie eine Reihe von Songs aus, die ihr wichtig sind und von kanadischen Songwritern wie Joni Mitchell, Neil Young und Leonard Cohen stammen. Außerdem enthält das Album zeitgenössische Lieder von Bruce Cockburn, Jane Siberry, Ron Sexsmith und von ihr selbst. Eingespielt ist auch Hymns mit einem kleinen akustischen Begleitensemble (Bass, Gitarre, Piano) aus Musikern; mit den meisten arbeitet sie schon seit vielen Jahren zusammen.
Das Wortspiel im Titel des 2006 erschienenen Albums Reintarnation persifliert die Vorliebe der Zeitgenossen für große Träume wie Reinkarnation und tarnation (Engl. für „Befleckung“). Unter „Reintarnation“ versteht man ihr zufolge „Coming back to life as a Hillbilly“ (als Hillbilly wiedergeboren werden).
In Brian De Palmas Spielfilm The Black Dahlia (2006) hatte sie einen schauspielerischen Gastauftritt als Sängerin in einer Lesben-Bar. Auf dem im gleichen Jahr erschienenen Album von Madeleine Peyroux, Half the Perfect World, gibt sie als Duett-Partnerin dieser amerikanischen Chansonnière dem Joni-Mitchell-Song „River“ eine neue Stimmführung. Im Februar 2008 erschien k.d. langs zehntes Studioalbum Watershed.
Bei der Eröffnungsfeier der XXI. Olympischen Winterspiele 2010 am 12. Februar 2010 im BC Place Stadium in Vancouver sang sie Hallelujah von Leonard Cohen. Am 21. April 2013 kündigten die Medien die Aufnahme von k.d. lang in die Music Hall of Fame Kanada bei den Feierlichkeiten der Juno Awards an.

## Diskografie

### Studioalben
| Jahr | Titel                                | Höchstplatzierung, Gesamtwochen, AuszeichnungChartplatzierungen (Jahr, Titel, Platzierungen, Wochen, Auszeichnungen, Anmerkungen) | Höchstplatzierung, Gesamtwochen, AuszeichnungChartplatzierungen (Jahr, Titel, Platzierungen, Wochen, Auszeichnungen, Anmerkungen) | Höchstplatzierung, Gesamtwochen, AuszeichnungChartplatzierungen (Jahr, Titel, Platzierungen, Wochen, Auszeichnungen, Anmerkungen) | Höchstplatzierung, Gesamtwochen, AuszeichnungChartplatzierungen (Jahr, Titel, Platzierungen, Wochen, Auszeichnungen, Anmerkungen) | Höchstplatzierung, Gesamtwochen, AuszeichnungChartplatzierungen (Jahr, Titel, Platzierungen, Wochen, Auszeichnungen, Anmerkungen) | Anmerkungen                                                     |
| Jahr | Titel                                | DE | AT | CH | UK | US | Anmerkungen                                                     |
| ---- | ------------------------------------ | --- | --- | --- | --- | --- | --------------------------------------------------------------- |
| 1988 | Shadowland                           | — | — | — | UK— SilberUK | US73 Gold · (25 Wo.)US | Erstveröffentlichung: 26. April 1988                            |
| 1989 | Absolute Torch and Twang             | — | — | — | UK— SilberUK | US69 Gold · (56 Wo.)US | Erstveröffentlichung: 23. Mai 1989 mit The Reclines             |
| 1992 | Ingénue                              | DE91 (4 Wo.)DE | — | — | UK3 Platin · (54 Wo.)UK | US18 ×2Doppelplatin · (90 Wo.)US                                                                                                  | Erstveröffentlichung: 17. März 1992                             |
| 1993 | Even Cowgirls Get the Blues (O.S.T.) | — | — | — | UK36 (2 Wo.)UK | US82 (14 Wo.)US | Erstveröffentlichung: 2. November 1993                          |
| 1995 | All You Can Eat                      | — | — | — | UK7 Silber · (7 Wo.)UK | US37 Gold · (20 Wo.)US | Erstveröffentlichung: 10. Oktober 1995                          |
| 1997 | Drag                                 | — | — | — | UK19 (4 Wo.)UK | US29 Gold · (16 Wo.)US | Erstveröffentlichung: 10. Juni 1997                             |
| 2000 | Invincible Summer                    | — | — | — | UK17 (8 Wo.)UK | US58 (11 Wo.)US | Erstveröffentlichung: 20. Juni 2000                             |
| 2002 | A Wonderful World                    | — | — | — | UK33 (3 Wo.)UK | US41 Gold · (18 Wo.)US | Erstveröffentlichung: 2. November 2002 mit Tony Bennett         |
| 2004 | Hymns of the 49th Parallel           | — | — | — | UK91 Silber · (1 Wo.)UK | US55 (13 Wo.)US | Erstveröffentlichung: 27. Juli 2004                             |
| 2008 | Watershed                            | — | — | — | UK35 (4 Wo.)UK | US8 (9 Wo.)US | Erstveröffentlichung: 5. Februar 2008                           |
| 2011 | Sing It Loud                         | — | — | — | UK34 (3 Wo.)UK | US32 (5 Wo.)US | Erstveröffentlichung: 1. April 2011 mit The Siss Boom Bang      |
| 2016 | case/lang/veirs                      | — | — | CH66 (1 Wo.)CH | UK28 (1 Wo.)UK | US33 (3 Wo.)US | Erstveröffentlichung: 17. Juni 2016 mit Neko Case & Laura Veirs |

### Kompilationen & Livealben
| Jahr | Titel                             | Höchstplatzierung, Gesamtwochen, AuszeichnungChartplatzierungen (Jahr, Titel, Platzierungen, Wochen, Auszeichnungen, Anmerkungen) | Höchstplatzierung, Gesamtwochen, AuszeichnungChartplatzierungen (Jahr, Titel, Platzierungen, Wochen, Auszeichnungen, Anmerkungen) | Höchstplatzierung, Gesamtwochen, AuszeichnungChartplatzierungen (Jahr, Titel, Platzierungen, Wochen, Auszeichnungen, Anmerkungen) | Höchstplatzierung, Gesamtwochen, AuszeichnungChartplatzierungen (Jahr, Titel, Platzierungen, Wochen, Auszeichnungen, Anmerkungen) | Höchstplatzierung, Gesamtwochen, AuszeichnungChartplatzierungen (Jahr, Titel, Platzierungen, Wochen, Auszeichnungen, Anmerkungen) | Anmerkungen                                       |
| Jahr | Titel                             | DE | AT | CH | UK | US | Anmerkungen                                       |
| ---- | --------------------------------- | --- | --- | --- | --- | --- | ------------------------------------------------- |
| 2001 | Live by Request                   | — | — | — | — | US94 (5 Wo.)US | Erstveröffentlichung: 14. August 2001 Livealbum   |
| 2010 | Recollection                      | DE74 (1 Wo.)DE | — | — | UK68 (1 Wo.)UK | US36 (8 Wo.)US | Erstveröffentlichung: 9. Februar 2010 Kompilation |
| 2010 | Beautifully Combined: The Best Of | — | — | — | — | US42 (2 Wo.)US | Erstveröffentlichung: Februar 2010 Kompilation    |

Weitere Alben
- 1983: Friday Dance Promenade (mit The Re-Clines)
- 1984: A Truly Western Experience (mit The Re-Clines)
- 1987: Angel with a Lariat (mit The Re-Clines)
- 2006: Reintarnation

### Singles
| Jahr | Titel Album                                     | Höchstplatzierung, Gesamtwochen, AuszeichnungChartplatzierungen (Jahr, Titel, Album, Platzierungen, Wochen, Auszeichnungen, Anmerkungen) | Höchstplatzierung, Gesamtwochen, AuszeichnungChartplatzierungen (Jahr, Titel, Album, Platzierungen, Wochen, Auszeichnungen, Anmerkungen) | Höchstplatzierung, Gesamtwochen, AuszeichnungChartplatzierungen (Jahr, Titel, Album, Platzierungen, Wochen, Auszeichnungen, Anmerkungen) | Höchstplatzierung, Gesamtwochen, AuszeichnungChartplatzierungen (Jahr, Titel, Album, Platzierungen, Wochen, Auszeichnungen, Anmerkungen) | Höchstplatzierung, Gesamtwochen, AuszeichnungChartplatzierungen (Jahr, Titel, Album, Platzierungen, Wochen, Auszeichnungen, Anmerkungen) | Anmerkungen                                       |
| Jahr | Titel Album                                     | DE | AT | CH | UK | US | Anmerkungen                                       |
| ---- | ----------------------------------------------- | --- | --- | --- | --- | --- | ------------------------------------------------- |
| 1992 | Constant Craving Ingénue                        | DE61 (10 Wo.)DE | — | — | UK15 (12 Wo.)UK | US38 (19 Wo.)US | Erstveröffentlichung: Februar 1992                |
| 1992 | Crying Hiding Out                               | — | — | — | UK13 (6 Wo.)UK | — | Erstveröffentlichung: August 1992 mit Roy Orbison |
| 1992 | Miss Chatelaine Ingénue                         | — | — | — | UK68 (2 Wo.)UK | — | Erstveröffentlichung: Dezember 1992               |
| 1993 | The Mind of Love Ingénue                        | — | — | — | UK72 (1 Wo.)UK | — | Erstveröffentlichung: April 1993                  |
| 1993 | Just Keep Me Moving Even Cowgirls Get the Blues | — | — | — | UK59 (1 Wo.)UK | — | Erstveröffentlichung: Dezember 1993               |
| 1995 | If I Were You All You Can Eat                   | — | — | — | UK53 (2 Wo.)UK | — | Erstveröffentlichung: September 1995              |
| 1995 | You're Ok All You Can Eat                       | — | — | — | UK44 (2 Wo.)UK | — | Erstveröffentlichung: Dezember 1995               |
| 2000 | Summerfling Invincible Summer                   | — | — | — | UK83 (1 Wo.)UK | — | Erstveröffentlichung: Juli 2000                   |
| 2000 | The Consequences of Falling Invincible Summer   | — | — | — | UK77 (1 Wo.)UK | — | Erstveröffentlichung: Oktober 2000                |
| 2010 | Hallelujah Recollection                         | — | — | CH21 (2 Wo.)CH | — | US61 (1 Wo.)US | Erstveröffentlichung: Februar 2010                |

Weitere Singles
- 1983: Damned Old Dog
- 1987: Rose Garden
- 1988: I’m Down to My Last Cigarette
- 1988: Lock, Stock and Teardrops
- 1988: Sugar Moon
- 1988: Our Day Will Come
- 1989: Wallflower Waltz
- 1989: Trail of Broken Hearts
- 1994: Hush Sweet Lover
- 1999: Anywhere but Here
- 2007: I Dream of Spring

### Videoalben
| Jahr | Titel                                         | Höchstplatzierung, Gesamtwochen, AuszeichnungChartplatzierungen (Jahr, Titel, Platzierungen, Wochen, Auszeichnungen, Anmerkungen) | Höchstplatzierung, Gesamtwochen, AuszeichnungChartplatzierungen (Jahr, Titel, Platzierungen, Wochen, Auszeichnungen, Anmerkungen) | Höchstplatzierung, Gesamtwochen, AuszeichnungChartplatzierungen (Jahr, Titel, Platzierungen, Wochen, Auszeichnungen, Anmerkungen) | Höchstplatzierung, Gesamtwochen, AuszeichnungChartplatzierungen (Jahr, Titel, Platzierungen, Wochen, Auszeichnungen, Anmerkungen) | Höchstplatzierung, Gesamtwochen, AuszeichnungChartplatzierungen (Jahr, Titel, Platzierungen, Wochen, Auszeichnungen, Anmerkungen) | Anmerkungen                        |
| Jahr | Titel                                         | DE | AT | CH | UK | US | Anmerkungen                        |
| ---- | --------------------------------------------- | --- | --- | --- | --- | --- | ---------------------------------- |
| 2019 | Ingenue Redux: Live From The Majestic Theatre | — | — | — | UK15 (5 Wo.)UK | — | Erstveröffentlichung: 17. Mai 2019 |

Weitere Videoalben
- 2001: Live By Request
- 2008: Live In London

## Auszeichnungen für Musikverkäufe
| Goldene Schallplatte - Australien - 1996: für das Album Shadowland - 2001: für das Album Invincible Summer - 2004: für das Album Absolute Torch & Twang - 2008: für das Album Watershed - 2008: für das Videoalbum Live In London - 2011: für das Album Sing It Loud - Kanada - 1987: für das Album Angel With a Lariat - 1995: für das Album All You Can Eat - 2004: für das Album A Wonderful World - 2008: für das Album Watershed - Neuseeland - 1994: für das Album Even Cowgirls Get the Blues - 1995: für das Album All You Can Eat - 2003: für das Album A Wonderful World | Platin-Schallplatte - Australien - 1995: für das Album Even Cowgirls Get the Blues - 1995: für das Album All You Can Eat - 1997: für das Album Drag - 2002: für das Album A Wonderful World - 2007: für das Videoalbum Live By Request - Kanada - 1989: für das Album Shadowland - 1990: für das Album Absolute Torch & Twang - 2005: für das Album Hymns of the 49th Parallel - 2011: für die Single Hallelujah Vancouver Winter 2010 2× Platin-Schallplatte - Australien - 1996: für das Album Ingenue - 2007: für das Album Hymns of the 49th Parallel - 2017: für das Album Recollection - Kanada - 1993: für das Album Ingenue - 2011: für das Album Recollection - Neuseeland - 1994: für das Album Ingenue |

Anmerkung: Auszeichnungen in Ländern aus den Charttabellen bzw. Chartboxen sind in ebendiesen zu finden.
| Land/RegionAuszeichnungen für Musikverkäufe (Land/Region, Auszeichnungen, Verkäufe, Quellen) | Silber     | Gold       | Platin       | Verkäufe  | Quellen                   |
| -------------------------------------------------------------------------------------------- | ---------- | ---------- | ------------ | --------- | ------------------------- |
| Australien (ARIA)                                                                            | —          | 6× Gold6   | 11× Platin11 | 897.500   | aria.com.au               |
| Kanada (MC)                                                                                  | —          | 4× Gold4   | 8× Platin8   | 930.000   | musiccanada.com           |
| Neuseeland (RMNZ)                                                                            | —          | 3× Gold3   | 2× Platin2   | 52.500    | aotearoamusiccharts.co.nz |
| Vereinigte Staaten (RIAA)                                                                    | —          | 5× Gold5   | 2× Platin2   | 4.500.000 | riaa.com                  |
| Vereinigtes Königreich (BPI)                                                                 | 4× Silber4 | —          | Platin1      | 540.000   | bpi.co.uk                 |
| Insgesamt                                                                                    | 4× Silber4 | 18× Gold18 | 24× Platin24 |           |                           |

## Auszeichnungen
- 2018 Verleihung des Alberta Order of Excellence[7]
- 2013 Aufnahme in die Canadian Music Hall of Fame während den Juno Awards 2013[8]
- 2001 Grammy in der Kategorie Best Traditional Pop Vocal Album für Zusammenarbeit mit US-Altstar Tony Bennett Playin’ with My Friends: Tony Bennett Sings the Blues
- 1996 Ernennung zum „Officer“ des Order of Canada
- 1993 Songtrack (weitgehend von ihr) des Kinofilms Even Cowgirls Get the Blues
- 1992 Grammy „Best Pop Vocal Performance, Female“ für Ingénue mit dem Charts-Hit „Constant Craving“
- 1989 Grammy „Best Country Vocal Performance, Female“ für Absolute Torch and Twang
- 1989: Juno Award als Female Vocalist of the Year
- 1988 k.d. lang singt Schluss-Song der Winter-Olympiade in Calgary
- 1987 Grammy „Best Country Collaboration with Vocals“ für das Zusammenwirken mit Roy Orbison
- 1985 „Most Promising Female Vocalist“ für A Truly Western Experience

## Film & Fernsehen
- Dharma & Greg (Gastauftritt zusammen mit Lyle Lovett, Episode 3.15, 2000)
- Salmonberries (1991, von Percy Adlon; Hauptrolle)
- Das Auge (als Hilary)
- Ellen (Gastauftritt, Episode Das Outing)
- The Black Dahlia (Gastauftritt, 2006)
- How I Met Your Mother (Gastauftritt, Episode 8.15, 2013)